# Pwyll
W mitologii celtyckiej, Pwyll był panem krainy Dyfed.
Według opowieści z mitologii walijskiej, zebranych w kolekcji zwanej Mabinogion, Arawn - władca walijskich zaświatów zwanych Annwn, przekonał Pwylla, aby ten zamienił się z nim miejscami na rok i jeden dzień, w ramach odszkodowania za to, że Pwyll pozwolił swoim psom dopaść jelenia, którego ścigała sfora Arawna. Doszło do umowy i Arawn objął władzę nad krainą Dyfed. Pod koniec umówionego roku Pwyll dokonał tego, co nigdy nie udało się Arawnowi - pokonał jego rywala o imieniu Hafgan. Dodatkowo Pwyll spał z żoną Arawna zachowując czystość. Arawn i Pwyll zostali więc serdecznymi przyjaciółmi.
Potem Pwyll poznał Rhiannon, która pojawiła się przed nim jako piękna kobieta odziana w brokat, złoto i jedwab i jadąca na lśniącym, białym koniu. W tym czasie on siedział na kurhanie Arberth. Pwyll wysłał za nią swoich najlepszych jeźdźców, ale ona stale wymykała się tej pogoni, choć jej koń cały czas biegł wolnym kłusem. W końcu, po trzech dniach, Pwyll zawołał ją, a Rhiannon powiedziała, iż woli wyjść za niego niż za swego ukochanego o imieniu Gwawl. Gdy minął rok i dzień, z jej pomocą odebrał ją Gwawlowi. Mieli syna, który zniknął, gdy opiekowały się nim dwórki Rhiannon, które, gdy ich pani spała, posmarowały ją krwią szczenięcia, aby odsunąć od siebie podejrzenia. Lud domagał się kary, tak więc Pwyll, nie chcąc skazywać żony na śmierć, rozkazał jej czekać na gości, siedząc prz pałacowej i osobiście przenosić do środka na plecach tych, którzy będą tego chcieli, po drodze racząc ich historią o tym, jak pożarła swego nowo narodzonego syna. Kara ta miała trwać siedem lat, w rzeczywistości potrwała około czterech, dopóki syn Rhiannon nie został odnaleziony.
Dziecko pojawiło się na dworze lorda Teirnyona, który posiadał najpiękniejszą klacz w królestwie. Źrebiła się ona co roku w święto Beltaine, lecz co roku jej źrebięta znikały. Majowego wieczora, w dzień Beltaine, Teirnyon doglądał nowo narodzone źrebię, gdy nagle zauważył wielką łapę, sięgającą po nie przez okno. Szybkim ruchem miecza odciął je w łokciu i wybiegł na zewnątrz, aby ścigać potwora, ale w ciemności nocy nie mógł go dogonić. Przypomniawszy sobie o pozostawionych otwartych drzwiach, zawrócił i na progu znalazł dziecko. On i jego żona adoptowali je i nadali mu imię Gwri Wallt Euryn. W wieku czterech lat dziecko było na tyle silne, iż zapytało stajennych, czy może zaprowadzić konie do wody. Teirnyon dowiedział się o tym i przybrani rodzice postanowili podarować mu źrebaka, który urodził się w dniu, w którym Teirnyon znalazł przybranego syna. Po pewnym czasie lord, który kiedyś służył Pwyllowi, zorientował się, że dziecko jest do niego bardzo podobne i zwrócił je Pwyllowi i Rhiannon, którzy nazwali je Pryderi, co znaczy troska.
Po śmierci Pwylla Rhiannon ponownie wyszła za mąż, a jej wybrankiem został Manawyddan, syn Llyra.